# Silvia Costa
Silvia Costa Acosta-Martínez, kubanska atletinja, * 4. maj 1964, La Palma, Kuba.
Nastopila je na poletnih olimpijskih igrah leta 1992, ko je osvojila šesto mesto v skoku v višino. Na svetovnih prvenstvih je osvojila srebrno medaljo v isti disciplini leta 1993, na svetovnih dvoranskih prvenstvih bronasto medaljo leta 1985, na panameriških igrah pa tri bronaste medalje.